# Wzięcie Arsenału
Wzięcie Arsenału – obraz olejny Marcina Zaleskiego namalowany na płótnie w 1831. Obraz przedstawia zdobycie Arsenału w nocy z 29 na 30 listopada 1830. W tę noc ludność Warszawy wraz z grupą powstańców zdobyła budynek Arsenału, wspierając tym samym rozpoczynające się powstanie listopadowe. Na nastrojowym i nieco mrocznym obrazie widać akcję zajęcia Arsenału, palący się budynek i spontaniczną walkę powstańców. 
Wzięcie Arsenału jest pierwszym z cyklu czterech obrazów ilustrujących wypadki powstania listopadowego. Pozostałe obrazy Cyklu Listopadowego to Powrót oddziałów wojska polskiego z Wierzbna, Wprowadzenie do Warszawy jeńców i sztandarów zdobytych w bitwach pod Wawrem, Iganiami i Dembem Wielkim 2 kwietnia 1831 r. i Wprowadzenie do Zamku Królewskiego w Warszawie jeńców i sztandarów zdobytych w bitwach pod Wawrem, Iganiami i Dembem Wielkim (czwarty obraz z cyklu zaginął w czasie II wojny światowej). 
Obraz Wzięcie Arsenału został nabyty przez Muzeum Narodowe w Warszawie w 1918 od Janiny Jadwigi Oderfeldowej, wdowy po Adamie Oderfeldzie (1856–1910), warszawskim adwokacie i mecenasie sztuki. Depozyt obrazu w Muzeum Warszawy.
Burzliwe wydarzenia kończące dzień 29 listopada 1830 w literaturze określa się mianem Nocy Listopadowej zaś dzień 29 listopada jest świętem podchorążych.